# Vieux Poste de Sept-Îles
 (novembre 2023).
Si vous disposez d'ouvrages ou d'articles de référence ou si vous connaissez des sites web de qualité traitant du thème abordé ici, merci de compléter l'article en donnant les références utiles à sa vérifiabilité et en les liant à la section « Notes et références ».
Le Vieux Poste de Sept-Îles fut construit par François Bissot en 1661.  Son histoire débute vers 1676, gouverné par une société commerciale française dont le célèbre explorateur Louis Jolliet était membre. Le poste fut occupé de façon irrégulière.  Après la Conquête, le poste sera loué à divers marchands de fourrures et la Compagnie de la Baie d'Hudson.  Le poste fermera son comptoir en 1842, et il sera déménagé sur la rue Arnaud à Sept-Îles.
Des fouilles archéologiques, menées en 1964 par René Lévesque, ont permis de mettre au jour les murs de fondation du Vieux Poste. Une reconstitution a été réalisée en 1967.